# Bairro Alto (Natividade da Serra)
Bairro Alto é um distrito do município brasileiro de Natividade da Serra, que integra a Região Metropolitana do Vale do Paraíba e Litoral Norte, no interior do estado de São Paulo.

## História

### Origem
O antigo povoado de Nossa Senhora da Conceição de Aparecida do Bairro Alto servia como um importante pouso de tropas no passado, sendo uma parada estratégica para os viajantes da região.
Na década de 1970 a vila original foi encoberta pelas águas da Represa de Paraibuna. A nova vila foi realocada para uma área mais alta, oferecendo uma deslumbrante vista panorâmica da represa.

### Formação administrativa
- Lei nº 16 de 04/03/1842 - Cria a freguesia, com a denominação de Bairro Alto, no município de São Luiz do Paraitinga.[4]

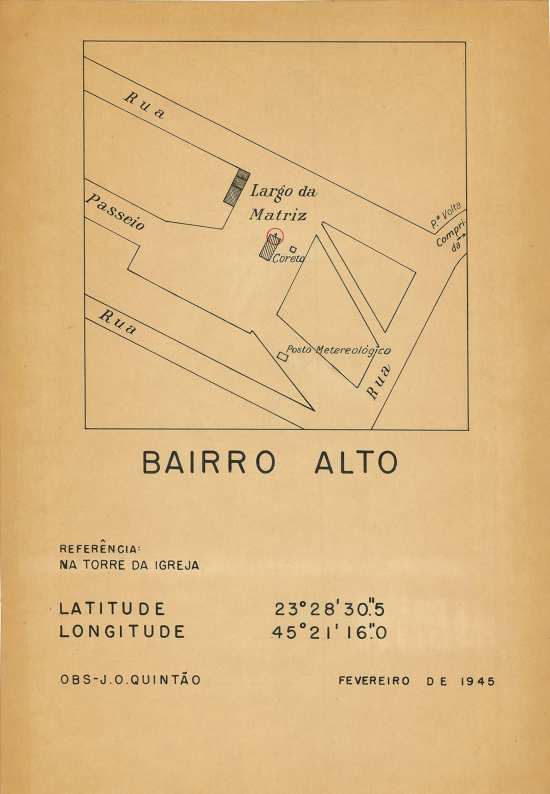
Croqui da área urbana original.

## Geografia

### Demografia

#### População urbana
| Crescimento população urbana | Crescimento população urbana | Crescimento população urbana | Crescimento população urbana |
| Censo                        | Pop.                         |                              | %±                           |
| ---------------------------- | ---------------------------- | ---------------------------- | ---------------------------- |
| 1934                         | 179                          |                              |                              |
| 1940                         | 132                          |                              | −26,3%                       |
| 1950                         | 139                          |                              | 5,3%                         |
| 1960                         | 167                          |                              | 20,1%                        |
| 1970                         | 211                          |                              | 26,3%                        |
| 1980                         | 201                          |                              | −4,7%                        |
| 1991                         | 199                          |                              | −1,0%                        |
| 2000                         | 283                          |                              | 42,2%                        |
| 2010                         | 277                          |                              | −2,1%                        |
| Fonte: IBGE e Fundação SEADE |                              |                              |                              |

#### População total
Pelo Censo 2010 (IBGE) a população total do distrito era de 1 556 habitantes, sendo 821 homens e 735 mulheres, possuindo um total de 1 225 domicílios particulares.

### Área territorial
A área territorial do distrito é de 263,369 km².

### Balsa

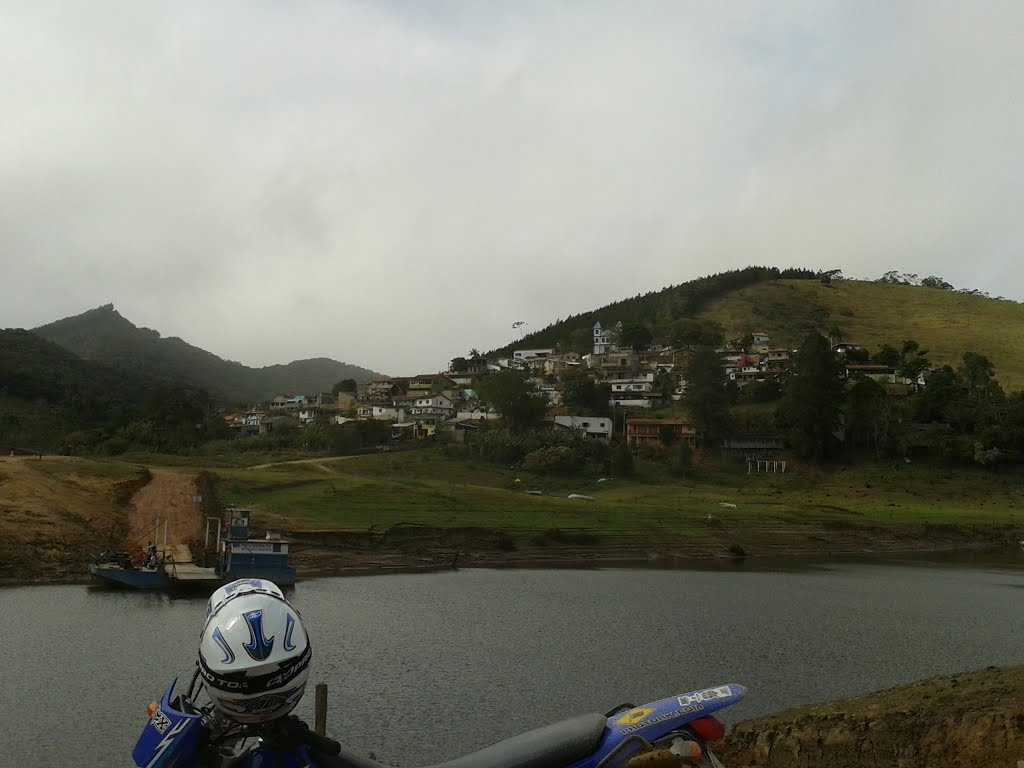
Balsa de Bairro Alto.

Por estar às margens da Represa de Paraibuna, o principal acesso para o distrito é feito por duas balsas: a Balsa de Natividade da Serra e a Balsa do Bairro Alto. As balsas conectam o distrito a uma estrada vicinal que possui 35 km até a sede do município.

### Rodovias
Também possui acesso (não asfaltado) para a Rodovia dos Tamoios (SP-99), passando por Pouso Alto, e para a Rodovia Oswaldo Cruz (SP-125).

### Hidrografia
- Rio Paraibuna

## Serviços públicos

### Registro civil
Atualmente é feito na sede do município, pois o Cartório de Registro Civil das Pessoas Naturais do distrito foi extinto pelo Tribunal de Justiça do Estado de São Paulo e seu acervo foi recolhido ao cartório do distrito sede.

### Saneamento
O serviço de abastecimento de água é feito pela Prefeitura Municipal de Natividade da Serra.

### Energia
A responsável pelo abastecimento de energia elétrica é a Neoenergia Elektro, antiga CESP.

### Comunicações
O Jornal do Bairro Alto, criado em 1997 pelo jornalista Elias Teixeira, era um tabloide que circulou no distrito e outros bairros de Natividade da Serra e região, e hoje é um jornal online.
No setor de telefonia a central telefônica, utilizada até os dias atuais, assim como o sistema de discagem direta à distância (DDD), foram implantados pela Telecomunicações de São Paulo (TELESP).

## Atrações turísticas

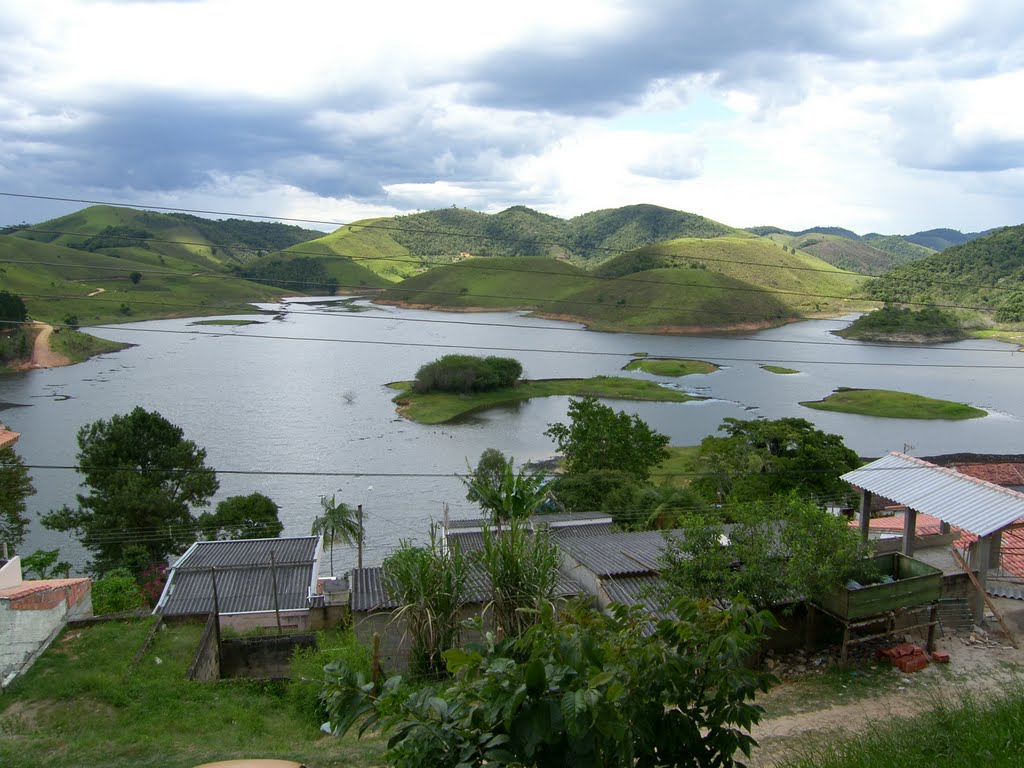
Represa de Paraibuna vista de Bairro Alto.

### Represa de Paraibuna
A Represa de Paraibuna nas imediações do Bairro Alto forma um belo e tranquilo lago que contorna o bucólico vilarejo e proporciona ótimas oportunidades para pescas, banhos de cachoeiras, passeio de barcos, etc.

### Cachoeiras
Na área do Hotel Fazenda Santa Rita está a Cachoeira dos Martins, para banhos e prática de rapel. Antigas trilhas de tropeiros são feitas por guias para levar turistas até a praia da Mococa em Caraguatatuba. O percurso é de 9 horas, sendo 50% pelo Parque Estadual da Serra do Mar.

## Religião
O Cristianismo se faz presente no distrito da seguinte forma:

### Igreja Católica
- Igreja de Nossa Senhora da Conceição - faz parte da Diocese de Taubaté.[18]

A festa de Nossa Senhora da Conceição, celebrada no dia 8 de dezembro, é um dos momentos mais aguardados pelos fiéis do Bairro Alto e das regiões vizinhas. Esta data, dedicada à Imaculada Conceição de Maria, honra a crença de que a Virgem Maria foi preservada do pecado original desde o início de sua existência, um dogma que une profundamente a fé católica e a tradição mariana.  A celebração em torno de Nossa Senhora da Conceição é uma expressão da devoção que faz parte da história e da cultura local, refletindo a forte herança religiosa do povo.
Todos os anos, a festa reúne famílias, comunidades e visitantes para momentos de oração, celebrações e uma vasta programação que envolve missas, procissões e eventos sociais. Além de ser um evento religioso, a festividade também desempenha um importante papel na preservação da cultura e no fortalecimento dos laços comunitários.
A festa se destaca pela forte participação dos moradores, que organizam cada detalhe com grande entusiasmo. Para os fiéis e moradores, é uma oportunidade de renovar suas esperanças, agradecer por bênçãos recebidas e pedir proteção para o próximo ano. As ruas do bairro são enfeitadas, e o ambiente se enche de alegria e reverência, mostrando que a devoção a Nossa Senhora da Conceição é, antes de tudo, uma celebração da fé e da identidade do Bairro Alto.